# Robin Hunicke
Robin Hunicke, née le 15 mars 1973, est une game designer et productrice de jeu vidéo. Elle travaille comme producteur exécutif au studio de développement thatgamecompany. Elle travaille pour Tiny Speck puis cofonde Funomena.
En mai 2008, Hunicke a été distinguée par Gamasutra comme une des vingt figures féminines de l’industrie vidéoludique. En 2009, elle figure dans la liste des 100 développeurs de l’année établie par Edge Magazine.

## Ludographie
- 2007 : MySims (designer principal)
- 2008 : Boom Blox (productrice)
- 2009 : Boom Blox Smash Party (productrice)
- 2012 : Journey (productrice)